# Autosticha
Autosticha är ett släkte av fjärilar. Autosticha ingår i familjen plattmalar.

## Dottertaxa tillAutosticha, i alfabetisk ordning[1]
- Autosticha academica
- Autosticha acharacta
- Autosticha affixella
- Autosticha ansata
- Autosticha aspasta
- Autosticha aureolata
- Autosticha authaema
- Autosticha auxodelta
- Autosticha banausopa
- Autosticha binaria
- Autosticha calceata
- Autosticha chlorodelta
- Autosticha conciliata
- Autosticha crocothicta
- Autosticha deductella
- Autosticha demetrias
- Autosticha demias
- Autosticha demotica
- Autosticha dianeura
- Autosticha dimochla
- Autosticha emmetra
- Autosticha encycota
- Autosticha enervata
- Autosticha euryterma
- Autosticha exemplaris
- Autosticha flavescens
- Autosticha guttulata
- Autosticha iterata
- Autosticha merista
- Autosticha naulychna
- Autosticha nothriforme
- Autosticha nothropis
- Autosticha pelaea
- Autosticha pelodes
- Autosticha perixantha
- Autosticha petrotoma
- Autosticha phaulodes
- Autosticha protypa
- Autosticha relaxata
- Autosticha siccivora
- Autosticha silacea
- Autosticha solita
- Autosticha solomonensis
- Autosticha spilochorda
- Autosticha stagmatopis
- Autosticha strenuella
- Autosticha symmetra
- Autosticha tetrapeda
- Autosticha thermopis
- Autosticha triangulimaculella
- Autosticha vicularis
- Autosticha xanthograpta